# Blokkeringstemperatuur
De blokkeringstemperatuur of sluitingstemperatuur is in de kristallografie de temperatuur waarbeneden een kristal geen diffusie meer plaats kan vinden van een bepaald type atoom.
De term wordt meestal gebruikt bij het radiometrisch dateren van materialen, waarbij radio-isotopen gebruikt worden. Als een materiaal ontstaat door stolling zal bij afkoelen pas na het bereiken van de blokkeringstemperatuur geen diffusie meer mogelijk zijn van het radio-isotoop. Vanaf dat moment zullen zowel het radio-isotoop als zijn vervalproducten in het materiaal opgesloten zitten en begint de "radiometrische klok" in het materiaal te tellen. De ouderdom die gemeten wordt is die sinds de temperatuur voor het laatst tot onder de sluitingstemperatuur zakte.